# Dorfstelle Liebau

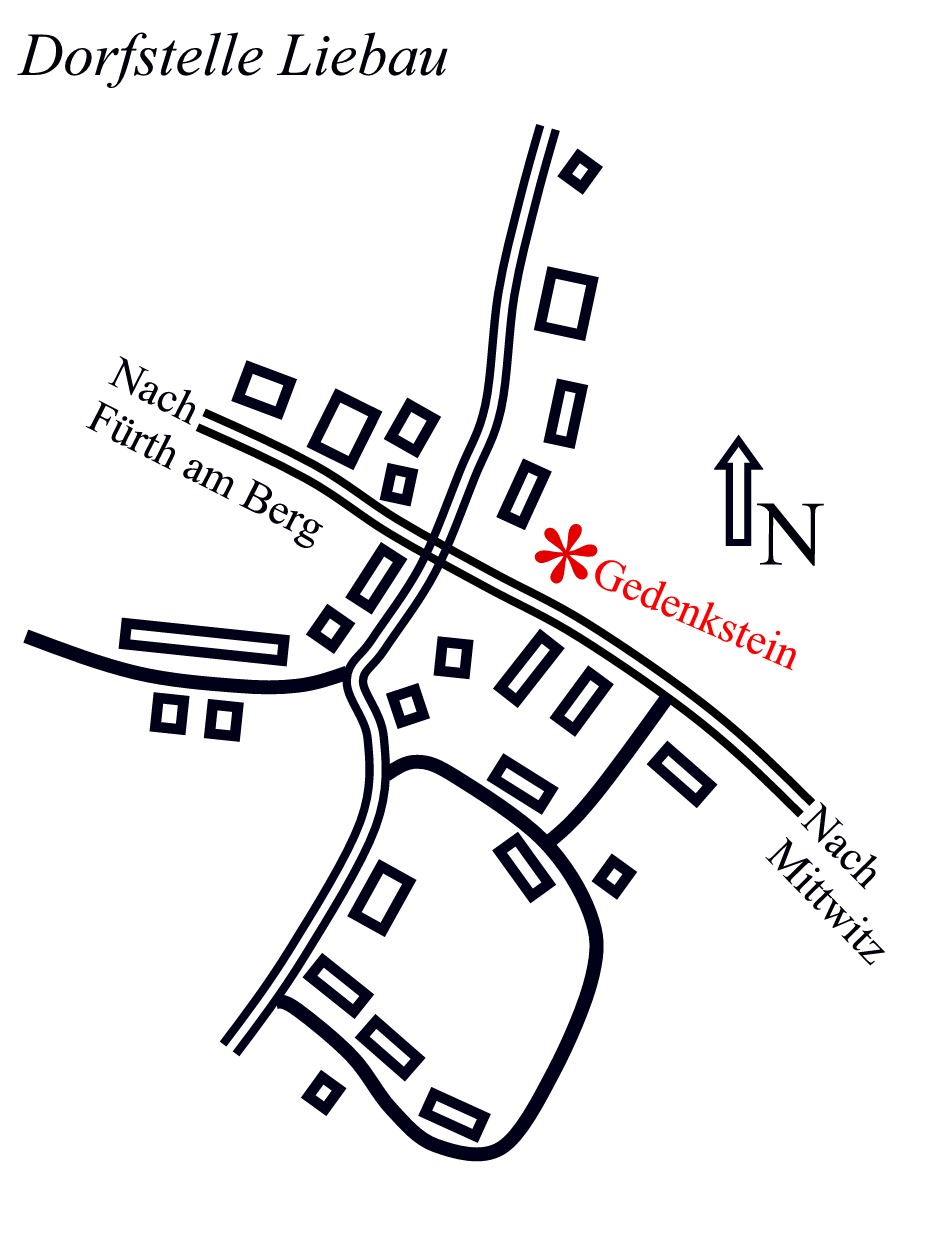
Lageplan, der Stern markiert die Lage des Gedenksteins

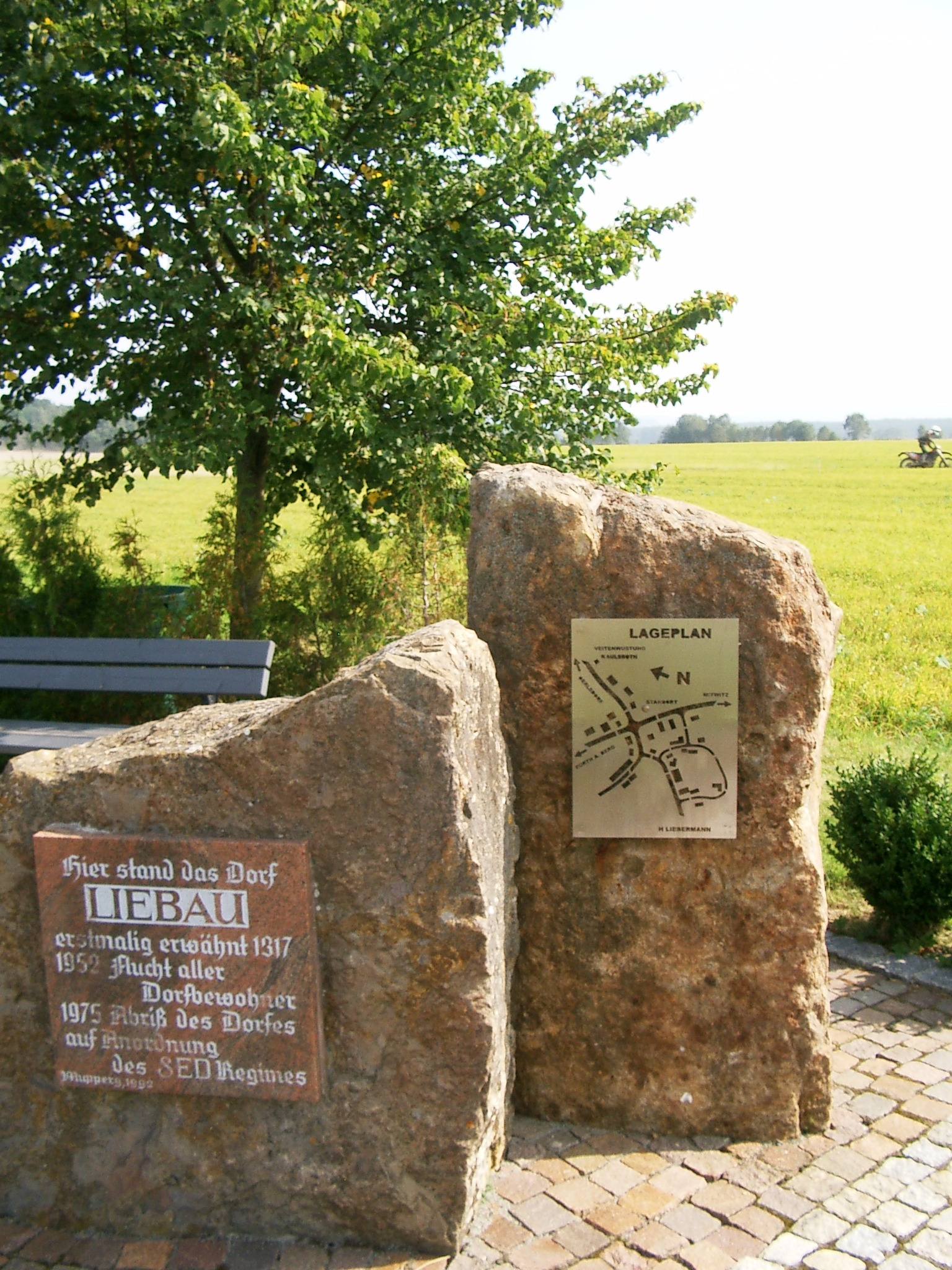
Gedenkstein der Dorfstelle Liebau

Die Dorfstelle Liebau ist eine Gedenkstätte an der ehemaligen innerdeutschen Grenze. Sie liegt im äußersten Süden Thüringens im Landkreis Sonneberg in der Gemarkung Föritz nur wenige Dutzend Meter von der thüringisch-bayerischen Grenze entfernt.

## Geschichte
1317 wurde der Ort Liebau erstmals erwähnt. Ab 1952 lag er in der von den DDR-Behörden geschaffenen Sperrzone, was für das Dorf das Ende bedeuten sollte. Noch im selben Jahr flüchteten die Dorfbewohner geschlossen nach Bayern und kamen so einer Deportation ins Landesinnere zuvor. 1975 wurden die Häuser des Dorfes auf Befehl der SED-Regierung vollständig abgerissen. Heute erinnert eine Gedenktafel, umgeben von Feldern und einer Motocross-Übungsstrecke, an das alte Dorf.